# Nur über meine Leiche (Film)
Nur über meine Leiche ist eine deutsche Filmkomödie von Rainer Matsutani aus dem Jahr 1995 mit Katja Riemann und Christoph M. Ohrt in den Hauptrollen. Der Film startete am 31. August 1995 in den Kinos und erhielt mehrere Auszeichnungen.

## Handlung
Der selbstsüchtige Macho Fred ist Leiter des Vermittlungsinstituts „Amor“ und lässt sich gern mit seinen attraktiven Kundinnen ein. Als seine Frau und Geschäftspartnerin von seinen Affären genug hat, lässt sie Fred von einem Profikiller ermorden. Nach seinem Tod erwacht er auf einer Fähre über den Styx. Verwirrt fragt er: „Wer bist Du?“ „Ich bin der Fährmann, der die Seelen der Verstorbenen ins Jenseits bringt.“ „Und wohin zum Teufel bringst Du mich?“ „In Deiner Frage ist die Antwort bereits enthalten.“ Doch es kommt anders; mit seinem Verhandlungsgeschick gelingt es ihm, mit dem Fährmann einen Handel einzugehen: Wenn er drei Frauen, denen er das Herz gebrochen hat, innerhalb von drei Tagen zum Glück verhilft, wird er sein Leben zurückbekommen. Scheitert er, muss er in den Maschinenraum der Fähre. „Die dort sind, würden sich wünschen, in der Hölle zu sein.“
Kurz nach seinem Unfall landet Fred im Kohlenkeller von Rita Hauser, die in seiner Agentur bisher nicht vermittelt werden konnte. Sie wundert sich, wie Fred unter ihre Kohlen geraten konnte, und bietet dem verschmutzten und angeschlagenen Mann ihre Hilfe an.
Charlotte Wischnewski erhält in der Zwischenzeit die Nachricht vom Unfall ihres Mannes. Da allerdings das Unfallopfer selbst verschwunden ist, beschwert sich Charlotte bei dem angeheuerten Killer und tötet ihn kurzerhand mit einem Giftpfeil. In ihrem Mitarbeiter Frosch findet sie einen neuen Verbündeten und beauftragt ihn, Fred zu suchen, da sie sicher sein will, dass er auch wirklich tot ist und sie die Firma für sich allein hat.
Fred bleibt im Kontakt mit dem Jenseits, aus dem er Unterstützung erhält. So besucht ihn seine Mutter nach einer Reinkarnation in Form einer Pute, die er in Ritas Kühlschrank findet. Als Rita ihren Sonntagsbraten sprechend mit Fred erlebt, fällt sie kurz in Ohnmacht. Doch auch sie hat ein Geheimnis, denn sie ist eine militante Tierschützerin und befreit unter anderem Kaninchen aus Versuchslaboren. So bietet sie Fred und seiner Mutter an, für die nächste Zeit in ihrem Haus zu wohnen. Als er sich für Ritas gerettete Tiere einsetzt, will sie ihm im Gegenzug auch bei seinen Aufgaben helfen. Zuerst will Fred sich um seine sechzehnjährige Tochter Lisa kümmern, die er in den letzten Jahren völlig vernachlässigt hatte und die in die Fänge von Zuhältern geraten ist. Weil Fred nicht sterben kann, überlebt er deren Attacken und kann mit Ritas Hilfe das Mädchen retten. Er sorgt dafür, dass die Zuhälter verhaftet werden. Damit hat er seine erste Aufgabe erfüllt und wendet sich der zweiten zu: Lisas Mutter. Sie hatte sich aus Liebeskummer vor zwölf Jahren aus dem Fenster gestürzt und seitdem findet ihre Seele keine Ruhe. Es gelingt ihm, Barbara zum endgültigen Verlassen der Erde zu bewegen.
Charlotte ist weiterhin auf der Suche nach Fred und hofft, endlich seine Leiche aufzufinden. Er wiederum vermutet, dass seine Frau die dritte Person ist, der er zu ihrem Glück verhelfen soll. Daher will er sich mit ihr versöhnen, obwohl er langsam bemerkt, dass er sich in Rita verliebt hat. Als sich Charlotte aus Versehen selbst mit einem ihrer Giftpfeile trifft und stirbt, fürchtet Fred, seine letzte Aufgabe nun nicht erfüllen zu können. In seiner Verzweiflung streitet er sich massiv mit Rita, die sich daraufhin das Leben nehmen will. In letzter Sekunde entreißt er ihr die Spritze, mit der sie sich umbringen will. Damit hat er ungeplant die dritte Aufgabe, um sein Leben zurückzubekommen, erfüllt und findet letztendlich in Rita seine wahre Liebe.

## Auszeichnungen
- 1995 gewann Katja Riemann den Ernst-Lubitsch-Preis für den Film.
- 1996 wurde Katja Riemann beim Bayerischen Filmpreis mit dem Darstellerpreis ausgezeichnet.
- Im selben Jahr bekam Rainer Matsutani beim Brussels International Fantastic Film Festival den Publikumspreis Pegasus für den Film.
- Ebenfalls 1996 wurde Katja Riemann beim Deutschen Filmpreis ausgezeichnet.
- 1997 wurde Rainer Matsutani beim Gérardmer Film Festival ausgezeichnet.
- 1998 wurde der Film bei den Málaga International Week of Fantastic Cinema für seine Spezialeffekte ausgezeichnet.

## Kritiken
„Fernab der üblichen Beziehungskomödien und problembeladenen Nabelschauen aus deutschen Landen präsentiert Rainer Matsutani mit seinem Debüt eine skurrile Fantasy-Komödie, deren Mischung aus Horror und Slapstick für Überraschungen und Tempo sorgt.“

„Die herrlich schräge Komödie des Spielfilmdebütanten Rainer Matsutani ist keine weitere Beziehungskomödien-Variante, sondern eine eigenwillige, stilsichere Mischung aus Fantasy, Horror und Slapstick. Matsutanis Witz […] ist gekonnt überdreht und kann sich auch auf hervorragende Schauspieler verlassen – Katja Riemann überzeugt als verhuschtes Mauerblümchen Rita und Christoph Ohrt gibt einen vor Virilität strotzenden Charmeur ab. Liebhaber des schwarzen Humors kommen auf ihre Kosten.“

„Eine überdrehte schwarze Komödie mit einem überbordenden Maß an ineinandergeflochtenen Handlungsfäden, skurril und makaber, ausgelassen und albern, dabei stets bemerkenswert einfallsreich. Dem Aufwand an Ausstattung und technischen Effekten stehen hervorragende schauspielerische Leistungen gegenüber, die das groteske Spiel auffangen.“